# Zirun (sockenhuvudort i Kina, Shanxi Sheng, lat 39,30, long 112,68)
Zirun är en sockenhuvudort i Kina. Den ligger i provinsen Shanxi, i den norra delen av landet, omkring 160 kilometer norr om provinshuvudstaden Taiyuan. Antalet invånare är 13 568. Befolkningen består av 6 769 kvinnor och 6 799 män. Barn under 15 år utgör 15,0 %, vuxna 15-64 år 70 %, och äldre över 65 år 13,0 %.
Runt Zirun är det ganska tätbefolkat, med 124 invånare per kvadratkilometer. Närmaste större samhälle är Dongshentou, 12,8 km nordväst om Zirun. Trakten runt Zirun består i huvudsak av gräsmarker.
Genomsnittlig årsnederbörd är 633 millimeter. Den regnigaste månaden är juli, med i genomsnitt 184 mm nederbörd, och den torraste är januari, med 3 mm nederbörd.